# Boeing 737 Classic
Boeing 737 Classic és el nom donat a les sèries -300/-400/-500 del Boeing 737 a partir de la introducció de les sèries 600, 700 i 800. Es tracta d'avions de reacció de passatgers de fuselatge estret i curt-mitjà abast. Les sèries Classic foren llançades com a «nova generació» del 737. Se'n fabricaren 1.988 unitats entre el 1984 i el 2000. A mitjans de gener del 2018 en quedaven 900 en servei.